# 한양 조씨
한양 조씨(漢陽趙氏)는 서울특별시를 관향으로 하는 한국의 성씨이다.

## 역사
시조(始祖) 조지수(趙之壽)는 덕원부(德源府) 용진현(龍津縣 : 현 함경남도 문천시, 원산시 일대)에 세거해 온 토착 사족(士族)의 후예로 고려 조에 조순대부 첨의중서사(朝順大夫 僉議中書事)를 지냈다.
1258년(고종 45년) 조지수의 아들 조휘(趙暉)가 군사를 일으켜 동북면병마사 신집평 등을 죽이고 화주(和州) 이북의 땅을 들어 몽골에 투항함으로써 그 공으로 초대 쌍성총관이 되어 대대로 세습했다.
1356년(공민왕 5년) 조휘의 증손이자 조양기(趙良琪)의 손자인 조소생(趙小生)이 4대째 쌍성총관으로 있었는데, 조양기의 아들이자 조소생의 숙부인 조돈(趙暾)이 공민왕의 명을 받은 동북면병마사 유인우(柳仁雨)에게 협조하여 쌍성총관부를 무너뜨리고 고려가 철령 이북의 옛 땅을 되찾는 데 공을 세웠다.

## 인물
쌍성총관을 지낸 조휘의 아들 조양기(良琪)는 총관 겸 부원수를 지냈으며, 손자인 조돈(趙暾)은 원나라에 협조하였던 조상들의 과거사를 청산하고 고려에 귀의한 이후 고려의 최고 벼슬인 삼중대광(三重大匡)에 올랐으며, 조선 태조의 처남을 비롯 증손들은 조선 개국 공신으로 활약하였다. 조인벽은 사도도지휘사(四道都指揮使), 조인경(仁瓊)은 검찬성을 지냈고, 셋째인 조인규(趙仁珪)는 검한성을 지냈다. 또 넷째인 조인옥(仁沃)은 조선의 개국공신으로 이조판서를 지내고 태조묘에 배향되었다. 또 조선 개국공신인 조온(溫)은 찬성사를, 좌명공신인 조연(趙涓)은 우의정을, 조사(趙師)는 첨지중추원사를 지냈다.
정암(靜菴) 조광조는 개혁 정치가로 특히 유명하다. 한양조씨 최초의 족보인 갑신단권보(甲申單卷譜)를 편수한 문절공(文節公) 조원기(元紀)와 두 번째 족보인 신묘삼권보(辛卯三卷譜)의 서문을 쓴 문간공(文簡公) 조경(絅)은 청백리이다. 임진왜란 때 의병장(義兵將)인 백기당(白旗堂) 조웅(熊), 산서공(山西公) 조경남(慶男) 등이 있다.
현대 인물 중에서는 시인이자 교육자인 조병화(趙炳華), 조지훈(趙芝薰), 독립운동가 조병옥(趙炳玉)과 그의 아들들인 국회의원 조윤형(趙尹衡), 조순형(趙舜衡), 새천년민주당 대표최고위원과 주일대사를 지낸 조세형(趙世衡), 헌법재판관을 지낸 조승형(趙昇衡), 국방부장관을 지낸 조성태(趙成台), 제22대 공군참모총장 조근해(趙根海), 국문학자 조동일(趙東一), 역사학자 조동걸(趙東杰), 통일부 장관 조명균(趙明均), 학교법인 우암학원 설립자 우암 조용기(趙龍沂), 기업인이면서 한국소프트웨어산업협회 회장을 맡고 있는 조준희(趙峻熙) 등이 있다.

## 본관
한양(漢陽)은 서울특별시의 옛 지명이다. 371년(백제 근초고왕 26년) 백제가 점령하여 한산이라 하였다. 392년(고구려 광개토대왕 2)에 고구려가 점령했고, 475년(장수왕 63)에는 북한산주를 설치하였다. 신라가 이 지역을 차지한 553년(신라 진흥왕 14) 신주(新州)로 개칭하였다가 557년(진흥왕 18) 9주 중 한산주(漢山州)에 속했으며, 757년(신라 경덕왕 16)에는 한주(漢州)라 개칭하면서 한양군(漢陽郡)으로 하였다.
940년(고려 태조 23)에는 양주목(楊州牧)으로 승격되었고, 1067년(문종 21)에는 남경(南京)이 되었다가 1308년(충렬왕 34) 한양부(漢陽府)로 개칭하였다. 1393년(태조 3) 이성계가 한양으로 천도하고 이듬해 한성부(漢城府)로 개칭하였다. 1910년에는 경성부로 이름을 바꾸었다가 1945년에 서울시로 개편하고, 1949년 서울특별시로 승격되었다.

## 분파(7세 기준)
- 한풍군파(漢豊君派) - 완(琓)
- 도제공파(都制公派) - 하(河)
- 참판공파(參判公派) - 흥(興)
- 고사공파(庫使公派) - 육(育)
- 총제공파(摠制公派) - 모(慕)
- 돈녕공파(敦寧公派) - 자(慈)
- 공안공파(恭安公派) - 혜(惠)
- 병참공파(兵參公派) - 련(憐)
- 현령공파(縣令公派) - 맹발(孟發)
- 현감공파(縣監公派) - 중발(仲發)
- 사정공파(司正公派) - 근(瑾)
- 파서공파(坡西公派) - 순생(順生)
- 봉례공파(奉禮公派) - 관생(觀生)
- 사직공파(司直公派) - 효생(孝生)
- 정랑공파(正郞公派) - 덕생(德生)
- 호의공파(戶議公派) - 욱생(旭生)
- 현감공파(縣監公派) - 서(瑞)
- 참의공파(參議公派) - 숙생(肅生)
- 대호군공파(大護軍公派) - 충서(冲諝)

## 집성촌
- 경기도 연천군 백학면 두일리
- 함경남도 북청군 덕성면 일원
- 경상북도 안동시 서후면 저전리
- 경상북도 예천군 감천면 돈산리
- 충청북도 음성군 금왕읍 유촌리·유포리·삼봉리
- 충청북도 청주시 강내면 연정리
- 충청남도 당진군 면천면 자개리
- 충청남도 공주시 월미동
- 충청남도 청양군 운곡면
- 전라남도 무안군 일로면 상신기리
- 전라남도 해남군 화산면 가좌리
- 전라북도 남원시 주생면 내동리
- 충청남도 보령시 오천면 오포리
- 경상북도 영양군 일월면 주곡리
- 강원특별자치도 양양군 현남면 견불리
- 강원특별자치도 양양군 현남면 포매리
- 강원특별자치도 삼척시 원덕읍 노곡1리
- 경기도 양평군 양평읍 도곡리
- 경기도 포천시 신북면 만세교리

## 항렬자
- 대동항렬 (시조로 1세)

| 22세          | 23세              | 24세          | 25세              | 26세          | 27세              | 28세          | 29세              | 30세          | 31세              | 32세                 | 33세                       | 34세                 | 35세                       | 36세                 | 37세                       | 38세                 | 39세                       | 40세                 | 41세                       | 42세                 | 43세                       |
| ------------- | ----------------- | ------------- | ----------------- | ------------- | ----------------- | ------------- | ----------------- | ------------- | ----------------- | -------------------- | -------------------------- | -------------------- | -------------------------- | -------------------- | -------------------------- | -------------------- | -------------------------- | -------------------- | -------------------------- | -------------------- | -------------------------- |
| 종(鍾) 재(載) | 口원(元) 口윤(允) | 병(炳) 병(昺) | 口행(行) 口형(衡) | 성(誠) 성(成) | 口희(熙) 口기(紀) | 경(慶) 용(庸) | 口신(新) 口장(章) | 정(廷) 성(聖) | 口규(葵) 口규(揆) | 학(學) 존(存) 후(厚) | 口서(書) 口숙(肅) 口용(用) | 연(演) 인(寅) 황(璜) | 口경(卿) 口소(邵) 口영(迎) | 진(震) 진(振) 양(養) | 口범(範) 口룡(龍) 口기(夔) | 년(年) 남(南) 준(準) | 口동(東) 口수(洙) 口래(來) | 중(重) 련(連) 창(暢) | 口필(弼) 口존(尊) 口유(猷) | 기(璣) 의(義) 무(武) | 口하(夏) 口원(遠) 口준(俊) |

- 병참공파 중 경북 영양군 일월면 주곡리 주실마을을 중심으로 세거한 주실 조씨 항렬

| 22세            | 23세            | 24세              | 25세              | 26세                       | 27세            | 28세                       | 29세                       | 30세                       | 31세                       |
| --------------- | --------------- | ----------------- | ----------------- | -------------------------- | --------------- | -------------------------- | -------------------------- | -------------------------- | -------------------------- |
| 병(秉) 口연(淵) | 口용(容) 영(榮) | 口기(基) 口환(煥) | 口석(錫) 口호(鎬) | 口영(泳) 口수(洙) 口해(海) | 동(東) 口식(植) | 口렬(烈) 口섭(燮) 口휴(烋) | 口균(均) 口재(在) 口배(培) | 口현(鉉) 口옥(鈺) 口종(鐘) | 口심(瀋) 口태(泰) 口홍(泓) |

## 조선 왕실과의 인척 관계
- 정화공주(태조의 동복 누나) 부마 용원부원군 조인벽
- 태종 후궁 의정궁주
- 장천군(정종의 서자) 사위 조순
- 후령군(태종의 서자) 계비 동양군부인 한양 조씨
- 원천군(세종의 친조카) 계비 군부인 한양 조씨
- 효정옹주(중종의 서녀) 부마 조의정
- 오강군(중종의 서손자)비 군부인 한양 조씨
- 완창대군의 처 한양 조씨(조숙의 딸)

## 인구
- 1985년 64,881가구 273,408명
- 2000년 95,206가구 307,746명
- 2015년 332,580명

호적상 한양 조씨로 등록된 인구는 위와 같다. 다만 이는 조돈의 후손이 아닌 인구를 모두 합한 것이고, 한양조씨정통대종회에서 발간한 족보엔 사망자를 포함하여 167,676명이 등재되어있다.

## 같이 보기
- 영흥 조씨